# NGC 4068
NGC 4068 је галаксија у сазвежђу Велики медвед која се налази на NGC листи објеката дубоког неба.
Деклинација објекта је + 52° 35' 26" а ректасцензија 12h 4m 2,3s. Привидна величина (магнитуда) објекта NGC 4068 износи 12,5 а фотографска магнитуда 13,1. Налази се на удаљености од 4,525 милиона парсека од Сунца. NGC 4068 је још познат и под ознакама IC 757, UGC 7047, MCG 9-20-79, CGCG 269-31, PGC 38148.